# Philistina gestroi
Philistina gestroi är en skalbaggsart som beskrevs av Gilbert John Arrow 1910. Philistina gestroi ingår i släktet Philistina och familjen Cetoniidae. Inga underarter finns listade i Catalogue of Life.